# 外山斎
外山 斎（とやま いつき、1976年4月23日 - ）は、日本の政治家。元参議院議員（1期）。選挙活動などでは外山イツキの表記も使用している。

## 経歴
宮崎県日南市生まれ。宮崎県立日南高等学校卒業後、イギリスのエセックス大学社会学部に留学した（卒業論文のテーマは日本の部落差別）。
2005年、大学に籍を置いたまま帰国し、松下新平参議院議員の秘書を経て、第44回衆議院議員総選挙に民主党公認で宮崎3区から出馬するが、無所属の古川禎久（郵政民営化法案の採決で反対票を投じたため自由民主党の公認を得られず）、自民党公認の持永哲志に敗れ、得票数最下位で落選。その後大学を中退し、2006年に非議員ながら民主党宮崎県連副代表・青年局長に就任。
2007年7月の第21回参議院議員通常選挙では、直前に民主党を離党し、民主・社民・国民新3党の推薦を受け無所属で宮崎県選挙区から出馬。自民党現職の小斉平敏文らを破って初当選した。当選後は、参議院の院内会派「民主党・新緑風会」に所属。2008年の国籍法改正案の採決では、反対票を投じる。2009年10月20日、民主党幹事長（当時）・小沢一郎の要請を受け、民主党へ復党した。
2012年、野田内閣の消費増税方針に反発し、7月2日に民主党に離党届を提出し、7月3日に受理された。同月11日の国民の生活が第一の結党に参加した。
同年の衆議院解散を受けて、12月16日投開票の第46回衆議院議員総選挙に、国民の生活が第一が合流した日本未来の党公認候補として、宮崎1区から立候補することが内定。12月4日の公示を受けて立候補を届け出たため、公職選挙法の規定により、参議院議員を退職（失職）し、衆院選に挑戦するも落選。日本未来の党分裂後は、生活の党に所属。
2013年6月20日、7月21日の第23回参議院議員通常選挙後に生活の党を離党する意向を表明し、無所属となった。
2014年11月12日、翌月の第47回衆議院議員総選挙に宮崎1区から立候補する意向を表明し、11月21日に維新の党の公認を受けたが、落選し、後に維新の党宮崎県総支部代表代行に就任した。
2015年10月の維新分裂騒動では維新の党解党を支持。10月24日、維新の党の特別党員として、維新の党の大阪系議員主導による臨時党大会に参加し、10月31日、臨時党大会に参加した議員の多くとおおさか維新の会結党大会に参加した。12月7日、みやざき維新の会（おおさか維新の会宮崎県総支部）を設立する方針を明らかにし、12月21日、宮崎県庁で記者会見を開いて維新の党宮崎県総支部の解散とみやざき維新の会の設立を宮崎県選挙管理委員会に届け出ると発表した。
2016年1月13日付でみやざき維新の会設立の届け出が受理されると代表代行に就任し、2月9日におおさか維新の会衆院宮崎1区支部長就任が発表された。
2017年9月に希望の党からの出馬打診を受け維新を離党。希望の党からは当初宮崎3区からの鞍替えを打診された為に無所属での宮崎1区からの出馬も検討していたものの、宮崎1区の1次公認を受けた道休誠一郎が辞退したことにより2次公認を受けた。この選挙（第48回衆議院議員総選挙）で外山は宮崎1区で自民党前職の武井俊輔に惨敗し、比例復活も果たせず落選した。2018年5月、希望の党解党に伴い無所属。
2020年9月、日本維新の会に復党し次期衆院選候補者となる宮崎1区支部長に就任。
2021年10月31日の第49回衆議院議員総選挙では、選挙区では4位となり比例九州ブロックでも惜敗率が3番目であったため次点で落選した。
2024年10月27日の第50回衆議院議員総選挙でも日本維新の会の公認候補として宮崎1区から出馬したが、選挙区では3位となり比例九州ブロックの惜敗率も4番目であり落選した。総選挙翌日の28日に自身のXにおいて、自身の政治活動に一区切りを付けて政界から退く意向である事を発表。

## 政策・主張
- いわゆる慰安婦の強制連行を事実上認めた河野談話や安倍政権による日韓慰安婦合意に反対。日韓合意は「日本側の完敗」「売国ではないかとさえ思える」と評価[32]。
- 選択的夫婦別姓制度導入にどちらかといえば反対[33]。
- 安倍政権の外交について、日韓慰安婦合意締結前から「慰安婦で外国に対しては頭をさげる内閣」と評価している[34]。
- 北方領土問題で森喜朗が「3島返還」論を示唆した際には「日本の領土は、バナナの叩き売りの様な状態で譲ってはいけません」「この売国の特使を政府は認めてはなりません」と述べた[35]。

## 親族
公式ホームページによると、祖母の父が笹尾源之丞（第一駆逐艦隊司令・殉職・海軍大佐）、高祖父は伊東祐麿（すけまろ）海軍中将・貴族院議員・子爵。祐麿の弟、初代連合艦隊司令長官の伊東祐亨（すけゆき）海軍大将元帥・伯爵は高祖叔父にあたる。妻は宮崎市議会議員の外山ちぐさ。

## 活動

### 河野洋平の参考人招致要求
慰安婦問題に関する「河野談話」に関して、国民の生活が第一時代に外山は「私は、この河野談話が歴史を歪め、そしてさらに言えば、今日の日韓の関係を間違った方向に導いたのではないかというふうに感じております。」「どうして証拠も無いのに、この河野談話というものを野田内閣は踏襲されるのか」「無いけど、まあ、韓国側の従軍慰安婦と言われる方々の証言だけを元に日本政府はこの河野談話を発表した。私はこれは大変問題だというふうに思っています。」「この談話の中には、「甘言、強圧によるなど本人たちの意思に反して集められた事例が数多くあり、さらに官憲等が直接これに加担したこともあったことが明らかになった」っていうふうに書かれているんです。要はこれは強制連行を示しているというふうに思いますが、この文言だけで、もう私は否定するべきだと思います」と述べて、河野洋平の参考人招致を要求した。これに対して、予算委員長は「後刻理事会で協議を致します。」と回答、理事会で同じ党の森裕子が改めて参考人招致を主張した。また、当時内閣総理大臣であった野田佳彦が答弁で河野談話踏襲を明言している。
これについて、韓国の中央日報は外山斎を「極右政治家」と名指しで批判し、さらに国家公安委員会委員長（当時）の松原仁がこの談話について「閣内で議論を深めていきたい」などと河野談話撤回に含みを持たせた答弁を行って、慰安婦の強制連行の証拠が存在しなかったとする外山の発言を否定しなかったこと等から、「日本政界の極右政治家に続き、首相や閣僚までが日本軍従軍慰安婦の強制性を否認する発言に合流」「『証拠はないが談話は継承する』という態度は07年の安倍内閣以降の日本政府の基本立場だが、首相が公式的な席で明らかにしたのは異例だ。」「慰安婦問題“妄言リレー”」と激しく非難した。